# Магра
Магра (итал. Magra) — главная река итальянской области Луниджана.
Длина 62 км, площадь бассейна ок. 1686 км². Средний расход воды — 40 м³/с. Высота истока — 1200 м над уровнем моря. Впадает в Средиземное море (Лигурийское море).
Течёт через коммуны: Понтремоли, Виллафранка-ин-Луниджана и Аулла в провинции Масса-Каррара (Тоскана); Санто-Стефано-ди-Магра, Веццано-Лигуре, Аркола, Сарцана и Амелья в провинции Специя (Лигурия).
Во времена Древнего Рима известна под названием Макра, была западной границей области Лигурия. В устье Магры римляне построили город Луна (Луни).
Важнейший приток — река Вара, впадающая в Магру на территории коммуны Санто-Стефано-ди-Магра.